# Белинский, Терентий Терентьевич
Терентий Терентьевич Белинский (28 октября 1901 года, с. Просяное, Старобельский уезд, Харьковская губерния — 24 апреля 1961 года, Симферополь) — советский военный деятель, полковник (1943 год).

## Начальная биография
Терентий Терентьевич Белинский родился 28 октября 1901 года в селе Просяное ныне Марковского района Луганской области Украины.

## Военная служба

### Гражданская война
В ноябре 1917 года вступил в красногвардейский отряд, а в сентябре 1918 года призван в ряды РККА и направлен в 6-й Корочанский полк (2-я Украинская советская дивизия), в составе которого служил рядовым, командиром взвода и начальником конной разведки и принимал участие в боевых действиях против германских и гетманских войск в районах Рыльска, Коренево и др., а с декабря 1918 года — против войск под командованием С. В. Петлюры в районе Харькова, Люботина, Мерефы, Полтавы, Лебедина, Ахтырки, Кременчуга и Житомира.
В мае 1920 года Т. Т. Белинский назначен на должность командира кавалерийского эскадрона в составе 56-й стрелковой дивизии, после чего участвовал в боях на Польском фронте во время советско-польской войны.

### Межвоенное время
В декабре 1920 года направлен на учёбу на Высшие курсы комсостава, дислоцированные в городах Осташков и Ржев, после окончания которых в мае 1922 года назначен на должность командира эскадрона связи в составе Отдельной кавалерийской бригады. В мае 1924 года был уволен в долгосрочный отпуск.
В мае 1935 года Т. Т. Белинский повторно призван в ряды РККА и направлен на учёбу на кавалерийские курсы усовершенствования командного состава РККА в Новочеркасск, после окончания которых назначен на должность начальника обозно-вещевой службы 9-го кавалерийского полка, дислоцированного в Изяславе, а в феврале 1936 года — на должность помощника командира этого же полка по снабжению, одновременно с этим с августа 1937 года учился на заочном отделении Военной академии имени М. В. Фрунзе, которое окончил в 1938 году.
В апреле 1938 года назначен на должность помощника командира 57-го артиллерийского полка по снабжению, а в августе 1939 года в 150-й гаубичный артиллерийский полк (62-й стрелковой дивизии), где назначен на ту же должность, а в январе 1940 года на должность командира этого же полка, участвовал в ходе похода в Западную Украину и Советско-финской войны.
В октябре 1940 года майор Т. Т. Белинский назначен на должность начальника снабжения 80-го (Рыбницкого) укреплённого района (Одесский военный округ).

### Великая Отечественная война
С началом войны находился на прежней должности и принимал участие в ходе приграничного сражения на Южном фронте. В августе 1941 года был ранен. В октябре того же года назначен на должность начальника 1-го (оперативного) отделения штаба 296-й стрелковой дивизии, после чего участвовал в боевых действиях во время Донбасской оборонительной и Ростовской наступательной операций.
20 декабря 1941 года Т. Т. Белинский назначен на должность начальника штаба 278-й стрелковой дивизии, формировавшейся в селе Елань (Сталинградская область) и с 9 апреля 1942 года находившейся в резерве Ставки Верховного Главнокомандования. В мае дивизия была включена в состав 38-й армии (Юго-Западный фронт), после чего вела оборонительные боевые действия на купянском направлении, однако уже 6 июля была выведена на переформирование, а подполковник Т. Т. Белинский в том же месяце назначен на должность начальника курсов младших лейтенантов Юго-Западного фронта.
20 декабря 1943 года назначен на должность заместителя командира 27-й гвардейской стрелковой дивизии в составе 8-й гвардейской армии, однако со 2 января 1944 года находился в резерве армии и 25 мая назначен на должность командира 259-й стрелковой дивизии, которая в ходе Ясско-Кишинёвской наступательной операции за девять суток с боями прошла около 500 километров от Днестра до румыно-болгарской границы, которую пересекла 8 сентября и к 18 сентября сосредоточилась севернее Софии, после чего боевых действий не вела.

### Послевоенная карьера
С 26 июля 1945 года состоял в резерве Южной группы войск и Главного управления кадров НКО и в октябре того же года назначен на должность начальника отдела всеобуча Таврического военного округа.
Полковник Терентий Терентьевич Белинский 30 апреля 1948 года вышел в запас. Умер 24 апреля 1961 года в Симферополе.

## Награды
- Орден Красного Знамени (07.04.1940);
- Орден Богдана Хмельницкого 2 степени (13.09.1945);
- Два ордена Красной Звезды (14.07.1943, 03.11.1944);
- Медали.